# Abydos (Kleinasien)

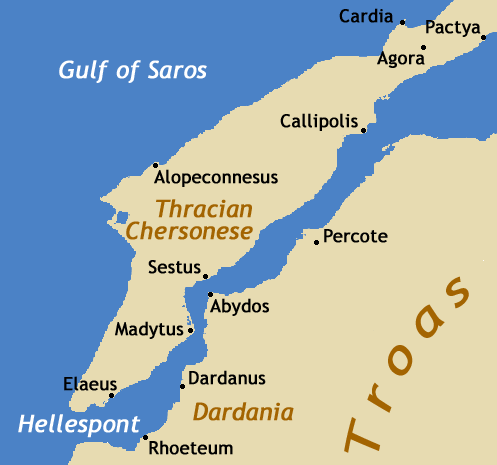
Übergang von Abydos nach Sestos

Abydos (Ἄβυδος) war in der Antike eine bedeutende Hafenstadt in Kleinasien an der engsten Stelle der Dardanellen auf der asiatischen Seite, heute 5 km nördlich von Çanakkale auf der Landzunge Kap Nağara oder Nara in militärischem Sperrgebiet gelegen.
Aufgrund seiner strategischen Lage, seines sicheren Hafens sowie der Einnahmen aus Zöllen, Fischfang und Bodenschätzen war Abydos die wichtigste griechische Stadt am Hellespont.
Sie wurde als Kolonie der Milesier zusammen mit den Städten Priapos und Prokonnesos in der ersten Hälfte des 7. Jahrhunderts v. Chr. gegründet. Abydos wird in der Ilias als Verbündeter Trojas erwähnt, laut Strabon wurde es nach dem Trojanischen Krieg von den Thrakern besetzt. Strabon erzählt, dass Gyges, der König von Lydien, sein Einverständnis zur Stadtgründung gab. Abydos wurde in den 520er Jahren von Daphnis, einem persophilen Tyrannen, beherrscht und 514 oder 496 v. Chr. von den Persern besetzt. Der Achämenidenherrscher Dareios I. zerstörte die Stadt in seinem Skythienfeldzug 512 v. Chr. 480 machte Xerxes I. mit seiner Armee in Abydos Halt, als er den Zweiten Perserkrieg begann Hierfür ließ er hier zwei Schiffbrücken über den Hellespont von Asien nach Europa schlagen. 334 v. Chr. nahm Alexander der Große zu Beginn des Persienfeldzuges den umgekehrten Weg von Sestos nach Abydos. 
Die Stadt war seit 480/79 v. Chr. Mitglied des attischen Seebunds, bis sie 411 v. Chr. rebellierte und ein Bündnis mit Sparta einging. Mit dem Königsfrieden 387/6 v. Chr. kam sie erneut unter persische Herrschaft. Nach 281 v. Chr. gehörte die Stadt zum Seleukidenreich. 200 v. Chr. wurde sie nach vergeblichem Widerstand von Philipp V. zerstört. Nach 188 v. Chr. war Abydos pergamenischer Besitz; mit dem Übergang des pergamenischen Reiches an Rom 133 v. Chr. wurde die Stadt römisch. Im Byzantinischen Reich ist sie als Zollstation und Bischofssitz belegt.
Im Mittelalter wurde Abydos von den Türken aufgegeben, die unweit davon die Stadt Çanakkale mit einer Festung zum Schutz der Dardanellen errichteten.
In der Nähe der Stadt wurde ein Hügel aus der Bronzezeit entdeckt.
In der griechischen Mythologie sind Hero und Leander in Sestos und Abydos beheimatet.
Heute sind nur noch unbedeutende Reste erhalten, der Ort liegt in militärischem Sperrgebiet.